# 休眠火山

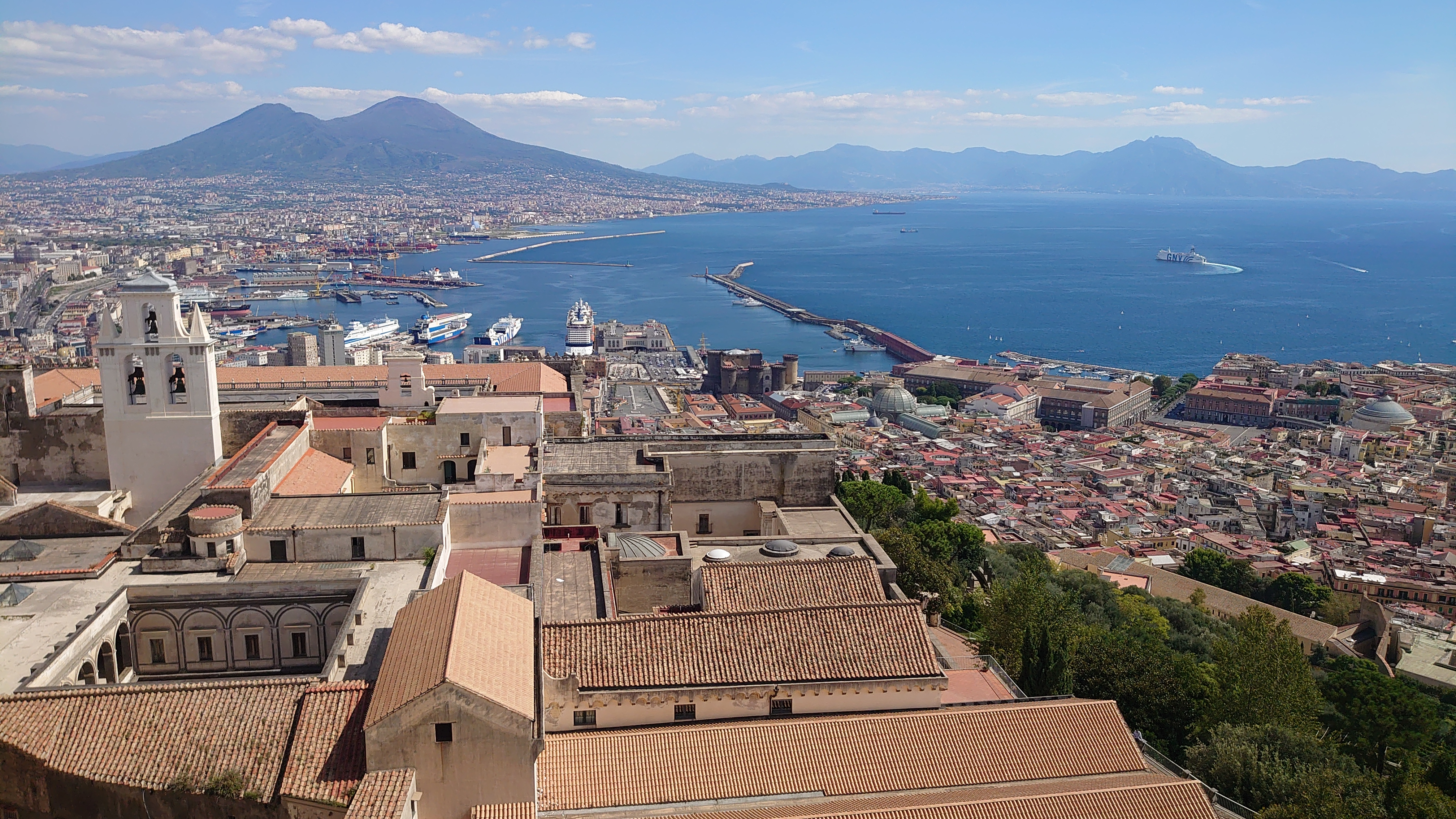
那不勒斯的維蘇威火山曾被列作睡火山的代表，不過現時地質學家都把它列作活火山。

休火山（英語： 或 ），亦作休眠火山，是指過去歷史有火山活動記錄，但現時處於休眠狀態的火山。
在1970年代的香港自然科教科書，對「休眠」的定義為「沒有岩漿噴發，但火山口有冒煙」。不過這個定義其實很不清晰，因為活火山在爆發之前亦會冒煙，使得這種狀態的火山應該被界定為活火山還是睡火山，存在很大爭議。因此，現時普遍已不再使用「休火山」這種含糊的名詞，而把沒有地下岩漿活動的火山一律稱為死火山。
日本的富士山及意大利的維蘇威火山過去曾被列作休火山的代表，不過現時地質學家都把它們列作活火山。